# 霍拉本德 (阿肯色州)
霍拉本德（英語：Holla Bend）是位於美國阿肯色州波普縣的一個非建制地區。該地的面積和人口皆未知。

## 地理
霍拉本德的座標為35°09′58″N 93°03′07″W / 35.16611°N 93.05194°W，而該地的平均海拔高度為111米（即364英尺）。